# Théorème de Fueter-Pólya
Pour les articles homonymes, voir Théorème de Pólya.
Le théorème de Fueter-Pólya, prouvé en 1923 par Rudolf Fueter et George Pólya, énonce que les seules bijections quadratiques de {\displaystyle \mathbb {N} \times \mathbb {N} } dans {\displaystyle \mathbb {N} } (l'ensemble des entiers naturels) sont les deux polynômes de Cantor.

## Histoire
En 1873, Cantor démontra que le produit de deux ensembles dénombrables est dénombrable, en exhibant la fonction polynomiale
{\displaystyle P(x,y):=x+{\frac {(x+y+1)(x+y)}{2}}},
qui réalise une bijection de {\displaystyle \mathbb {N} ^{2}} dans {\displaystyle \mathbb {N} }, appelée fonction de couplage de Cantor. En intervertissant les deux variables, on obtient donc aussi une bijection ({\displaystyle Q(x,y)=P(y,x):=y+{\frac {(x+y+1)(x+y)}{2}}}). 
En 1923, Fueter chercha à déterminer s'il existe d'autres polynômes quadratiques vérifiant cette propriété, et prouva qu'il n'en existe pas d'autre si l'on impose {\displaystyle P(0,0)=0}. Il envoya sa démonstration à Pólya, qui montra que le théorème ne nécessite pas cette dernière contrainte, et conjectura que même la restriction sur le degré est inutile. Ils publièrent cet échange épistolaire. Leur preuve est étonnamment analytique et difficile, utilisant le théorème de Lindemann-Weierstrass.
En 2001, Maxim Vsemirnov a publié une démonstration élémentaire du théorème de Fueter-Pólya, utilisant seulement la loi de réciprocité quadratique de Gauss et le théorème de la progression arithmétique de Dirichlet.

## Énoncé
Si un polynôme réel quadratique à deux variables se restreint en une bijection de {\displaystyle \mathbb {N} ^{2}} dans {\displaystyle \mathbb {N} }, alors il s'agit nécessairement de
{\displaystyle P(x,y):=x+{\frac {(x+y+1)(x+y)}{2}}}
ou de {\displaystyle P(y,x)}.

## Dimensions supérieures
Le polynôme de Cantor peut être généralisé en un polynôme de degré n, bijectif de ℕn dans ℕ pour n ≥ 2, somme de coefficients binomiaux :
{\displaystyle P_{n}(x_{1},\ldots ,x_{n})=x_{1}+{\binom {x_{1}+x_{2}+1}{2}}+\cdots +{\binom {x_{1}+\cdots +x_{n}+n-1}{n}}}.
On conjecture que pour tout n ≥ 2, les n! fonctions polynomiales déduites de Pn par permutation des variables sont les seules bijections polynomiales de degré n de ℕn dans ℕ, et qu'il n'y a qu'un nombre fini de bijections polynomiales de degré quelconque de ℕn dans ℕ, peut-être même seulement celles déduites des Pk pour k ≤ n.